# Edward Delavan Perry
Edward Delavan Perry (* 20. Dezember 1854 in Troy; † 28. März 1938 in New York City) war ein US-amerikanischer Klassischer Philologe.

## Leben
Er erwarb 1875 den A.B. an der Columbia University und 1879 den Dr. phil. in Tübingen. Er lehrte als Professor für Sanskrit (1891–1895) und Jay Professor für Griechische und Lateinische Sprache (1895–1931).

## Schriften (Auswahl)
- A Sanskrit Primer. Boston 1901.
- The German Universities. Their Character and Historical Development. New York 1895.